# Question and Test Interoperability
Per Question and Test Interoperability (QTI) si intendono delle specifiche sviluppate dall'IMS Global Learning Consortium che definiscono un linguaggio basato su XML per l'implementazione di test, domande e compiti/esercizi informatizzati utilizzabili da diversi software di testing.
QTI consiste in un modello di dati che definisce la struttura delle domande, degli esercizi e delle risposte con i relativi punteggi, in associazione con XML (XML data binding).

## Storia
Le specifiche QTI sono state create dall'IMS Global Learning Consortium, un consorzio industriale ed accademico che sviluppa specifiche per tecnologie di apprendimento interoperabili, rispondendo alla necessità di riutilizzare materiale informatizzato già preparato su molteplici e differenziate piattaforme software. Creare e controllare dei buoni test informatizzati richiede tempo, ed è quindi altamente desiderabile poterli creare in un formato indipendente dalla piattaforma e/o dalla tecnologia adottata al momento dello loro creazione.
La versione 1.0 delle specifiche QTI erano basate sul linguaggio proprietario QML (un sottoinsieme di XML) sviluppato dalla Questionmark per il software di testing Perception, ma il linguaggio si è evoluto notevolmente negli anni e può descrivere praticamente qualsiasi test che si voglia ragionevolmente implementare.
Una delle versioni più usate è la 1.2, che è stata definita nel 2002. Questa versione è molto valida per definire semplici tipologie di domande ed è supportata da molti strumenti di creazione di test.
La versione 2.0 è stata definita nel 2005 migliorando le specifiche QTI e rendendole più precise.

## Versioni
| Data           | Versione                         | Note                       |
| Marzo 1999     | 0.5                              | interna ad IMS             |
| Febbraio 2000  | 1.0 bozza pubblica               |                            |
| Maggio 2000    | 1.0 versione finale              |                            |
| Agosto 2000    | 1.01                             |                            |
| Marzo 2001     | 1.1                              |                            |
| Gennaio 2002   | 1.2                              |                            |
| Marzo 2003     | 1.2.1 addendum                   |                            |
| Settembre 2003 | 2.0 preliminare                  | Avvio del gruppo di lavoro |
| Gennaio 2005   | 2.0 versione finale              |                            |
| Gennaio 2006   | 2.1 bozza pubblica               |                            |
| Luglio 2006    | 2.1 seconda versione della bozza |                            |
| Aprile 2008    | 2.1 bozza pubblica addendum      |                            |
| inizio 2009    | 2.1 rimossa dal sito web         |                            |
| Aprile 2009    | 2.1 reintrodotta sul sito web    |                            |
| Settembre 2012 | 2.1 versione finale              |                            |